# 97. vestlige længdekreds
Den 97. vestlige længdekreds (eller 97 grader vestlig længde) er en længdekreds, der ligger 97 grader vest for nulmeridianen. Den løber gennem Ishavet, Nordamerika, Stillehavet, det Sydlige Ishav og Antarktis.